# آبشار لور بکت
آبشار لور بکت (به انگلیسی: Lower Beckett Falls) آبشاری است که در همیلتون (انتاریو)، کانادا واقع شده و ارتفاع کلی ریزشگاه آن ۳ متر (۹٫۸ فوت) است.